# Salud en el Ecuador
El Sistema de Salud del Ecuador se caracteriza por la segmentación en sectores, privado y público. Como en otros países, un sistema de seguridad social financiado por cotizaciones de los trabajadores del sector formal coexiste con sistemas privados para la población de mayor poder adquisitivo y con intervenciones de salud pública y redes asistenciales para los más pobres.
Existen múltiples financiadores y proveedores: Ministerio de Salud, Seguro Social IESS, ICS, ONG, etc., que actúan independientemente.
La cobertura de la seguridad social es relativamente baja (IESS 10% y Seguro Campesino 10%) y la red asistencial pública muy limitada quedando aproximadamente sin cobertura un 30% de la población. Otros prestadores que cubren pequeñas cuotas de aseguramiento son: la Sociedad Ecuatoriana de Lucha Contra el Cáncer (SOLCA), la Junta de Beneficencia de Guayaquil (JBG) y los servicios de las Fuerzas Armadas y de la Policía Nacional.
La consulta nacional de 1997 atribuye cuatro roles del estado en salud: 
- Rectoría.
- Promoción de la salud.
- Garantía de acceso equitativo a la atención.
- Provisión descentralizada de los servicios.

La estructura dependiente del MSP está muy debilitada por la falta de presupuesto y su capacidad de liderar el sector salud es por el momento limitada. 
La red de servicios de salud dependiente del Ministerio de Salud Pública (MSP) se estructura de forma regionalizada con dos niveles de descentralización: el provincial (direcciones provinciales de salud) y cantonal (áreas de salud). Las áreas de salud no siempre coinciden con la delimitación del cantón.
El principal problema que tienen las redes de salud es la escasez de personal y su limitada capacidad de resolución en atención primaria y especializada de nivel cantonal y provincial. Efectivamente, los médicos de MSP están contratados por 8horas/día recibiendo un salario en torno a los 1676 U$/mes (incluidas bonificaciones). Se estima que en el medio rural existen menos de cinco médicos de planta por 10 000 habitantes, el resto de médicos son residentes que hacen su año rural.El gasto en salud total por capital en dólares internacionales (2001) es de 100.000 dólares. Dicho gasto, presenta una gran desigualdad en relación con el tipo de cobertura.El gasto por capital en salud aumentó de 202 dólares en 2000 a 474 dólares en 2008.
Existen barreras económicas, culturales y geográficas que limitan el acceso a los servicios de salud y que afectan especialmente a la población pobre que vive en zonas rurales, indígena en su mayoría. 
Desde 1995 se ha venido desarrollando en Ecuador un proceso de Reforma del Sector Salud, asentado sobre un proceso de descentralización y transferencia de funciones del MSP a las Municipalidades que lo soliciten. Al momento actual no existen consensos completos entre los diversos actores de cómo llevar adelante dicho proceso de descentralización, que no ha contado con decisiones políticas acordes. Esta situación, unida a la reducción muy importante de los recursos asignados al sector salud, ha repercutido en la calidad de atención, niveles de coberturas de servicios que no responden adecuadamente a las necesidades sentidas y a la realidad epidemiológica de poblaciones, especialmente en aquellas zonas más depauperadas.
A pesar de ello, tanto el MSP como el Consejo Nacional de Salud han reconocido esta situación de crisis y están comprometidos en llevar a delante el proceso de reforma del sector a nivel central y hacer lo necesario a fin de apoyar el proceso de transferencia de funciones a los gobiernos locales. Existen leyes en las cuales se apoya la reforma del sector como:
- Ley Orgánica del Sistema Nacional de Salud
- Ley de Maternidad Gratuita y Atención a la Infancia
- Ley de Medicamentos Genéricos de Uso Humano
- Programa Nacional de Nutrición y alimentación
- Ley de Descentralización y participación social

Varias de estas leyes apoyan la descentralización del SNS en Sistemas Cantonales de Salud, la participación ciudadana y el aumento de la cobertura. No obstante, el nivel de aplicación de estas leyes es muy reducido debido a inestabilidad política que ha sufrido el país en los últimos años.
Como ejemplo de descentralización relativa del SNS se han identificado cuatro cantones o municipalidades: Cotacachi, Pedro Moncayo, Cuenca y Guamote. Como denominador común destaca el alto grado de organización comunitaria, el apoyo político de las autoridades locales y la gran proporción de población indígena (Quichua). En todos los casos han desarrollado el plan cantonal de salud participativo pero en ningún caso han recibido fondos del Ministerio de Economía.

## Promedio de gastos en salud
Los gastos per cápita, en salud, por año, tomando como base la totalidad de los hogares es de U$ 147.93 (Año 2004), si se excluyen los hogares que no tienen problemas de salud, este promedio sube a U$ 157.29. Si se considera separadamente el área urbana, y el área rural, la diferencia entre ellas es de U$ 50. 
La diferencia por provincia se aprecia en el gráfico de la derecha. Como se puede apreciar las provincias más críticas son las de Cotopaxi y Bolívar (U$ 99.17). Adicionalmente cabe señalar que el gasto medio en las familias mestizas es casi el doble del de las familias indígenas.
En la comunidad indígena de Otavalo no existe una política que contribuya en alto porcentaje al cuidado de la salud; principalmente en niños y personas de la tercera edad, incrementando de esta manera altos índices de desnutrición. Las escasas campañas realizadas por el gobierno central se desarrollan con mayor frecuencia en los lugares más poblados,mientras que en poblaciones tales como la comunidad de San Rafael los programas de salud no se cumplen con regularidad generando el descuido de los pobladores que habitan en completo abandono.

## Sistema Nacional de Salud en el Ecuador
El marco legal ecuatoriano refleja la conceptualización del Sistema Nacional de Salud (SNS) y sus funciones en la Ley Orgánica del Sistema Nacional de Salud (Losns), y detalla en su artículo 2 que "tiene por finalidad mejorar el nivel de salud y vida de la población ecuatoriana y hacer efectivo el ejercicio del derecho de la salud. Estará constituido por las entidades públicas, privadas, autónomas y comunitarias del sector salud, que se articulan funcionalmente sobre la base de principios, políticas, objetivos y normas comunes". Así, el SNS desempeña cinco funciones fundamentales mostradas en el cuadro inferior:
| Funciones del Sistema Nacional de Salud | Funciones del Sistema Nacional de Salud | Funciones del Sistema Nacional de Salud | Funciones del Sistema Nacional de Salud | Funciones del Sistema Nacional de Salud |
| Rectoría | Coordinación | Provisión de servicios | Aseguramiento | Financiamiento |
| --- | --- | --- | --- | --- |
| El Estado garantizará la rectoría del sistema por medio de la Autoridad Sanitaria Nacional, será responsable de formular la política nacional de salud, y normará, regulará y controlará todas las actividades relacionadas con la salud, así como el funcionamiento de las entidades del sector. | Es la función del sistema que coordina el relacionamiento entre las demás funciones y entre los integrantes del Sistema. Su ejercicio es competencia del Ministerio de Salud Pública, en todos sus niveles, como autoridad sanitaria nacional, apoyado por los Consejos de Salud. | La provisión de servicios de salud es plural y con participación coordinada de las instituciones prestadoras. El Sistema establecerá los mecanismos para que las instituciones garanticen su operación en redes y aseguren la calidad, continuidad y complementariedad de la atención. | Es la garantía de acceso universal y equitativo de la población al Plan Integral de Salud en cumplimiento al derecho iudadano a la protección social en salud. Se promoverá la ampliación de cobertura de salud de todas las entidades prestadores de servicios y del Seguro General Obligatorio y Seguro Social Campesino, pertenecientes al IESS, de otros seguros públicos, como el Issfa e Isspol. | El financiamiento es la garantía de disponibilidad y sostenibilidad de los recursos financieros necesarios para la cobertura universal en salud de la población. El Consejo Nacional de Salud establecerá mecanismos que permitan la asignación equitativa y solidaria de los recursos financieros entre grupos sociales, provincias y cantones del país, así como su uso eficiente. |
| Constitución de la República del Ecuador Art. 361 | Ley Orgánica del Sistema Nacional de Salud Art. 10 | Ley Orgánica del Sistema Nacional de Salud Art.11 | Ley Orgánica del Sistema Nacional de Salud Art.12 | Ley Orgánica del Sistema Nacional de Salud Art.13 |

Mediante el ejercicio de estas funciones, el SNS busca cumplir con cuatro objetivos principales:
1. Garantizar el acceso equitativo y universal a servicios de atención integral de salud, a través del funcionamiento de una red de servicios de gestión desconcentrada y descentralizada.
2. Proteger integralmente a las personas de los riesgos y daños a la salud; al medio ambiente de su deterioro o alteración.
3. Generar entornos, estilos y condiciones de vida saludables.
4. Promover la coordinación, la complementación y el desarrollo de las instituciones del sector.
5. Incorporar la participación ciudadana en la planificación y veeduría en todos los niveles y ámbitos de acción del Sistema Nacional de Salud.[2]

## La reforma del sector salud
Casi tres décadas han transcurrido desde la Reunión de Alma-Ata, donde se fijó la meta de “Salud Para Todos en el año 2000” y se establecieron los indicadores sanitarios mínimos, a alcanzar por parte de los países de Latinoamérica y el Caribe. 
Unos cuantos años después empezaron a generarse propuestas de Reforma al Sector Salud, muchas de ellas dentro de las Reformas a los Estados. Lamentablemente, el desarrollo político y social fue insuficiente, se acentuó la falta de equidad y al culminar el siglo XX, más del 20% de la población carecía de acceso a la protección total de la salud. El análisis de la reforma del sector salud intentó entonces, además de examinar las políticas sociales para extender la cobertura, vincular a éstas con los factores condicionantes y determinantes de las estrategias adoptadas para alcanzar estas metas.
En la región de las Américas, la Reforma del Sector de la Salud y del desarrollo de las políticas sanitarias se producen en contexto de apertura económica, consolidación democrática y ajuste estructural de los Estados. Procesos que han influido en los mecanismos y estrategias orientadas a mejorar el acceso de la población a los sistemas de protección social, especialmente en la década de los 90, donde se intensificaron estos procesos
En la I Cumbre de las Américas, celebrada en EE. UU. en 1994, los gobiernos de la región reafirmaron su compromiso de incorporar en sus procesos de Reforma del Sector de la Salud, mecanismos para garantizar el acceso equitativo a determinados servicios básicos sanitarios y de mejorar la calidad de los mismos. Un año después, la Organización Panamericana de la Salud junto con otras agencias internacionales, patrocinaron una reunión especial sobre Reformas del Sector de la Salud, donde se establecieron sus criterios rectores, basados en los principios de equidad, efectividad y calidad, eficiencia, sostenibilidad y participación social.
En los primeros años de la década de los 90 los países de la región aún no tenían una unificación de criterios respecto a la Reforma del Sector de la Salud, la reunión convocada en 1995 por la Organización Panamericana de la Salud produjo luego, una definición que se ha venido utilizando ampliamente desde entonces: 
“La Reforma en Salud es un proceso orientado a introducir cambios sustantivos en las diferentes instancias y funciones del sector con el propósito de aumentar la equidad en sus prestaciones la eficiencia de su gestión y la efectividad de sus actuaciones, y con ello lograr la satisfacción de necesidades de salud de la población. Se trata de una fase intensificada de transformación de los Sistemas de Salud realizada durante un período determinado de tiempo y a partir de coyunturas que la justifican y viabilizan”.
En 1998 la OPS redactó y sugirió unos lineamientos metodológicos para la preparación de los perfiles de los sistemas de servicios de la salud, en los países de la región, en sus componentes básicos: contexto político, económico y social; organización general, recursos y funciones; y, seguimiento y evaluación de las reformas.
En este último, se examinan las diferentes fases en los procesos de Reforma: génesis, diseño, negociación, ejecución y evaluación, identificándose además los actores principales del proceso tanto en la sociedad cuanto en el propio sector.
Los contenidos generales propuestos para pretender establecer estrategias de cambio dentro del proceso de Reforma del Sector Salud en los países de la región, y que son los que han sido considerados en diferente magnitud por nuestras naciones:
- Marco Jurídico.
- Derecho a los cuidados de la Salud y al aseguramiento.
- Aumento de la Cobertura.
- Función Rectora de los Ministerios de Salud.
- Separación de Funciones.
- Descentralización.
- Participación y control Sociales.
- Financiamiento y Gasto.
- Oferta de Servicios.
- Modelos de Gestión.
- Formación y Capacitación de los Recursos Humanos.
- Calidad y Evaluación de Tecnologías.

Con las políticas implantadas se han logrado adelantos importantes, fundamentalmente en el aspecto normativo y teórico, ya que los sistemas de salud de toda la región reconocen, de manera implícita y explícita el carácter universal del derecho a la Salud de toda la población. No obstante, las reformas adoptadas en este sentido no siempre han logrado en la práctica dar cobertura de salud a todos los habitantes.
Una rápida mirada al sector salud en el Ecuador en las últimas décadas, refleja una realidad bastante problemática y la presencia de limitantes en su accionar: Acceso inequitativo a los servicios, bajas coberturas y calidad de atención, modelo de atención curativo y biologista, gestión centralizada y de bajas coberturas de atención, falta de una política integral de recursos humanos, inadecuada coordinación interinstitucional, paternalismo de instituciones públicas y privadas, alto costo de insumos y tecnologías, situación similar a la de otros países de la región, que sin embargo ha sufrido algunos cambios en los últimos años, cuando se empiezan a implementar acciones relacionadas con la reforma del sector salud, que inicia en la década de los 80´s. 
Varios técnicos del sector consideran que el proceso debía contar con lo que se denominó la Reforma Mínima, a través de la cual, progresivamente se produciría un cambio y al mismo tiempo facilitaría consolidar nuevas fuerzas para enfrentar más tarde procesos Máximos. Esta Reforma Mínima se caracterizaría por:
- La separación de las funciones de financiamiento de la provisión de servicios;
- El fortalecimiento de la función rectora del Ministerio de Salud;
- El fortalecimiento de las entidades territoriales o del régimen seccional;
- El apoyo a los programas de garantía de calidad y acreditación de servicios;
- La regulación de las empresas de aseguramiento privado;
- El apoyo a la creación de nuevos actores sociales en provincias y cantones;
- La ampliación de coberturas, mediante programas de servicios básicos localizados en zonas de mayor carencia de servicios;
- El apoyo a la gestión administrativa y financiera descentralizada de las unidades de salud;
- La realización de proyectos a pequeña escala para probar la aplicabilidad de mecanismos e instrumentos de reforma.

El Ministerio de Salud Pública a inicios del nuevo milenio, se pronunció mediante la emisión de un documento para discusión, posicionamiento del MSP frente a la Reforma del Sector Salud. (abril de 2001.), que el Ecuador se encuentra aún en la fase de formulación de la Reforma en Salud. Sin embargo, debido a que las transformaciones de esta magnitud son el resultado de procesos acumulativos y complejos, que involucran tanto a la sociedad como a las organizaciones públicas y privadas del sector, este proceso de Reforma Sanitaria se ha insinuado a través de esfuerzos dispersos e inconexos, generados tanto desde el Estado, cuanto desde organizaciones autónomas, ONG´s y organismos internacionales. En este contexto se inserta el Programa PASSE. Estas experiencias acumuladas permiten evaluar la validez de ciertas propuestas y definir los principales lineamientos de la Reforma que le convienen al Ecuador.

## Cronología de la Reforma en Salud
Tomando como referencia las publicaciones realizadas por el Dr. Ramiro Echeverría, el proceso lo organiza en las siguientes fases:

### Fase de inserción
- Diciembre de 1992. Congreso expide Ley de Modernización, Privatizaciones y Prestación de Servicios.
- Abril de 1994. Acta de Cumbayá sobre Reforma del Sector Salud (Auspicio OPS, BID)
- Mayo de 1994.Se conforma una Comisión de Reforma a la Seguridad Social (CONAM.
- Julio de 1994. Se conforma una Comisión Biministerial del Sector Salud (MSP-MBS)

### Fase de formulación y discusión de propuestas
- Agosto de 1994. Conformación de Subcomisión Técnica de Reforma para desarrollar propuesta complementaria a la del CONAM.
- Enero de 1995. CONAM inicia difusión de propuesta de Reforma al IESS.
- Junio de 1995. Reactivación del Consejo Nacional de Salud (CONASA)
- Noviembre de 1995. Gobierno realiza plebiscito, donde el pueblo se pronuncia respecto a la negación de algunas Reformas Constitucionales, entre ellas sobre Seguridad Social.
- Noviembre de 1995. Inician debates, seminarios y foros en todo el país con auspicio del CONASA.
- Febrero de 1996. Conformación del Primer Consejo Provincial de Salud en apoyo a la Reforma (AZUAY), con auspicio del CONASA, OPS y CEPAR.
- Abril de 1996. Realización del Foro Andino de Ministros sobre Reforma del Sector Salud.

### Fase de discontinuidad del proceso de reforma
- Octubre de 1996. Inicio de Reforma Silenciosa:
  - Reducción de presupuesto.
  - Autonomía de financiamiento (Recuperación de Costos).
  - Intentos de Municipalización de Hospitales.
- Enero de 1997. Se detiene el traspaso de hospitales piloto a Municipios.

### Fase de operacionalización inicial de la reforma

#### Fundamentos políticos
- Marzo de 1997. CONASA reinicia sesiones. Se reactiva el proceso de Reforma y Comisión Técnica.
- Junio de 1997. Se funda el primer Consejo Cantonal de Salud (Cuenca), con el auspicio del Municipio de Cuenca, MSP, OPS, CEPAR.
- Noviembre de 1997. Se reglamenta la Junta Cantonal de Salud del Tena, apoyada por el proyecto MSP-MODERSA.
- Enero de 1998. CONASA aprueba propuesta de Políticas y Reformas Constitucionales en Salud.
- Mayo de 1998. Asamblea aprueba Reformas a la Constitución, incluyendo reformas en salud.

#### Fundamentos de reforma institucional del MSP y descentralización - desconcentración de servicios
- Agosto de 1998. Reformatoria a la Ley de Maternidad Gratuita y Atención a la Infancia.
- Diciembre de 1998. Primer paquete de Reformas a la Ley de Seguro Social Obligatorio (Comisión Interventora)
- Enero de 1999. Inicia proceso de modernización institucional del MSP. Descentralización - Desconcentración.
- Enero de 1999. Se emite decreto ejecutivo 502, que faculta al MSP la implementación de sistemas descentralizados de servicios
- Septiembre de 1999. Se emiten Normativas para la desconcentración presupuestaria del MSP.
- Febrero de 2000. Inician talleres de consulta nacional sobre propuesta de organización del SNS.
- Agosto de 2000. Presentación de resultados preliminares al CONASA sobre propuesta del SNS.
- Septiembre de 2000. Aprobación a la Reforma de la Ley de Seguridad Social.
- Septiembre del 2002. Publicación en el Registro Oficial de la Ley Orgánica del Sistema Nacional de Salud. El cual se socializó en el I Congreso por la Salud y la Vida realizado en la ciudad de Quito en mayo del 2002; se convierte en Ley Orgánica aprobada por el H. Congreso Nacional, el 25 de septiembre de 2002 y posteriormente es reglamentada mediante Decreto Ejecutivo n.º 3611, publicado en el Registro Oficial n.º 9 del 28 de enero de 2003. Esta ley y su reglamento, entre otras importantes disposiciones contemplan la participación activa de los diversos niveles del Ministerio de Salud en la conformación y ejecución de los Consejos Provincial y Cantónales de Salud, ya sea asumiendo la secretaría técnica y la asesoría especializada a las instituciones participantes.
- Enero de 2003. Expedición del Reglamento a la Ley Orgánica del Sistema Nacional de Salud.
- Septiembre de 2004, se convocó al II Congreso Nacional por la Salud y la Vida el que se realizó en la ciudad de Guayaquil, con la finalidad de lograr consensos nacionales en importantes temas para el desarrollo de la Política Nacional de Salud de país y el impulso a la organización del Sistema Nacional de Salud. Para esto se contó con el apoyo de organismos de cooperación internacional, el financiamiento del Proyecto MODERSA del MSP. Entre los más importantes acuerdos y compromisos resultantes de este II Congreso, que constan como líneas de acción en la “Declaración de Guayaquil”, se mencionan:
  - Apoyar la conformación y funcionamiento de los consejos Provinciales y Cantónales de Salud, como espacios de concertación sectorial para la formulación de los planes de salud correspondientes y la organización del Sistema Nacional de Salud.
  - La participación de las entidades que integran el Sistema, a desarrollarse, respetando la personería y naturaleza jurídica de cada institución, sus respectivos órganos de Gobierno y sus recursos.
  - Apoyo a las iniciativas de la sociedad civil para la organización de veedurías ciudadanas en salud y su participación en el desarrollo de los compromisos adquiridos en este Congreso.
- 2007 el CONASA, ha efectuado reuniones locales y regionales, con la participación activa del Ministerio de Salud, y las instancias participantes de los diversos consejos locales y provincial, a fin de preparar la agenda y la organización del III Congreso por la Salud y la Vida, realizado en la ciudad de Cuenca en el segundo semestre del 2007. También ha producido importantes documentos especializados de consulta relacionados con el tema. Entre otros se mencionan: 
  - Marco General de la Reforma Estructural de la Salud en el Ecuador;
  - Guía Metodológica para la Conformación de Consejos Cantonales y Provinciales de Salud;
  - Cuadro Nacional de Medicamentos Básicos;
  - Política Nacional de Salud y Derechos Sexuales y Reproductivos.
- Septiembre 2012 se publica el Manual Modelo Atención Integral Salud - Familiar Comunitario e Iintercultural. (MAIS-FCI). El plan es aprobado por el Acuerdo Ministerial 1162 del 08/12/2011.[5]

## Campañas de Vacunación Ecuador

### Plan de Vacunación contra COVID-19
Hasta ahora la vacuna de Pfizer es la primera que llegará al país, el plan de vacunación contra la COVID-19 en Ecuador se llevará a cabo a través de una alianza público-privada. Esta estrategia de inmunización permitirá aplicar las dos dosis contra el coronavirus al 60% de la población, con el objetivo de controlar la propagación del virus y bajar el impacto de la enfermedad en la salud de los ecuatorianos.
Esto se ejecutará en tres fases; en la fase cero (plan piloto), se aplicarán 50 mil dosis al personal de primera línea y adultos mayores de los centros geriátricos y sus trabajadores. En la fase uno, que iniciará a finales de marzo-inicios de abril, se vacunará masivamente al personal de salud, fuerzas del orden, bomberos, funcionarios de recolección de desechos, sectores estratégicos y grupos vulnerables.
Todas las personas de 18 años en adelante recibirán las vacunas excepto los ciudadanos que presenten trastorno de coagulación, reacciones alérgicas severas a medicinas o vacunas, personas contagiadas con COVID-19, con inmunodepresión o que reciban tratamientos contra el cáncer y mujeres embarazadas, o que han planificado embarazarse en los próximos 3 meses,  no podrán vacunarse.
Para la aplicación de la vacuna, se trabajará con datos del CNE, Registro Civil, historia clínica y el código QR de las vacunas. El Gobierno Nacional invertirá alrededor de USD 200 millones.
Respecto al almacenamiento de las vacunas en la cadena de frío, cada caja de Pfizer almacenará 5 mil dosis y 1 mil frascos. Este procesamiento garantiza que se mantengan las dosis a una temperatura menos de 70 grados centígrados y tendrá una duración de hasta seis meses.